# Rudolf Clausius
Rudolf Julius Emanuel Clausius (nascido Rudolf Gottlieb, Koszalin, 2 de janeiro de 1822 — Bonn, 24 de agosto de 1888) foi um físico e matemático alemão, considerado um dos fundadores centrais da ciência da termodinâmica. Por reafirmar o princípio de Carnot conhecido como ciclo de Carnot, ele pôs a teoria do calor numa base mais sólida e mais verdadeira. Em seu artigo mais importante, Sobre a teoria mecânica do calor, publicado em 1850, expôs pela primeira vez as ideias básicas da segunda lei da termodinâmica. Em 1865 introduziu o conceito de entropia.

## Vida
Clausius nasceu em Köslin (hoje Koszalin), na província da Pomerânia. Começou sua educação básica na escola de seu pai. Após alguns anos, fez o ginásio em Stettin (hoje Szczecin). Clausius se formou na Universidade de Berlim em 1844, onde estudou matemática e física com Gustav Magnus, Johann Dirichlet e Jakob Steiner, entre outros. Ele também estudou história, com Leopold von Ranke. Durante 1847, obteve o doutorado na Universidade de Halle sobre efeitos ópticos na atmosfera da Terra. Ele então tornou-se professor de Física na Escola Real de Artilharia e Engenharia de Berlim e professor na universidade de Berlim. Em 1855 tornou-se professor na Politécnica de Zurique, o Instituto Federal Suíço de Tecnologia, em Zurique, onde permaneceu até 1867. Naquele ano, mudou-se para Würzburg e dois anos depois, em 1869, para Bonn.
Em 1870, Clausius organizou um corpo médico na Guerra Franco-Prussiana. Ele foi ferido na batalha, o que deixou-o com uma deficiência permanente. Foi condecorado com a Cruz de Ferro por seus serviços.
Sua esposa, Adelheid Rimpham, morreu ao dar à luz em 1875, deixando para Clausius seus seis filhos. Ele continuou lecionando, mas passou a ter menos tempo para pesquisas.
Em 1886 casou-se novamente, com Sophie Sack, e depois teve outro filho.
Dois anos depois, em 24 de agosto de 1888, ele morreu em Bonn, na Alemanha. Sepultado no Alter Friedhof Bonn.

## Obra
A tese de doutorado de Clausius, sobre a refração da luz, propôs que o céu é azul durante o dia e possui várias tonalidades avermelhadas ao amanhecer e ao pôr-do-sol (entre outros fenômenos) devido à reflexão e refração da luz. Mais tarde, Lord Rayleigh demonstraria que isso ocorre de fato devido ao espalhamento da luz. Porém, independentemente disso Clausius utilizou uma abordagem muito mais matemática do que alguns têm usado.
Seu artigo mais famoso, Über die bewegende Kraft der Wärme (Sobre a força motriz do calor e das leis de calor que podem ser deduzidas) foi publicado em 1850, sobre a teoria mecânica do calor. Neste trabalho, ele mostrou que havia uma contradição entre o princípio de Carnot e o conceito de conservação da energia. Clausius reformulou as duas leis da termodinâmica para eliminar a contradição (a terceira lei foi desenvolvida por Walther Nernst, entre os anos de 1906 e 1912). Este trabalho tornou-o famoso na comunidade científica.
Ao longo do ano de 1857, Clausius contribuiu para a área da teoria cinética após refinar o modelo cinético muito simples de August Krönig introduzindo movimentos moleculares de translação, rotação e vibração. Nesse mesmo trabalho, ele introduziu o conceito de "percurso livre médio" de uma partícula.
Clausius deduziu a relação de Clausius-Clapeyron da termodinâmica. Esta relação, que é uma forma de caracterizar a transição de fase entre dois estados da matéria, como o sólido e o líquido, tinha sido originalmente desenvolvido em 1834 por Émile Clapeyron.

### Entropia
Em 1865, Clausius forneceu a primeira formulação matemática para o conceito de entropia, dando-lhe também esse nome. Ele usou a unidade não mais utilizada "clausius" (símbolo: Cl) para a entropia. Clausius escolheu a palavra "entropia" porque seu significado, do grego en+tropein, é "o conteúdo transformador" ou "conteúdo de transformação" ("Verwandlungsinhalt").
1 Cl = 1 cal/°C = 4,1868 joules por kelvin (J/K)

## Homenagens
- Foi eleito membro da Royal Society de Londres em 1868 e recebeu a medalha Copley em 1879.
- Foi eleito membro da Academia Real das Ciências da Suécia em 1878.
- Recebeu a Medalha Huygens em 1870.
- Recebeu o Prêmio Poncelet em 1883.
- Recebeu um doutorado honorário da Universidade de Würzburg, em 1882.
- A cratera lunar Clausius tem esse nome em sua homenagem.

## Citações
Seguem-se duas citações famosas feitas por Clausius em 1865:
A energia do universo é constante.
A entropia do universo tende a um máximo.